# Misia Sert
Misia Sert (născută Maria Zofia Olga Zenajda Godebska; n. 30 martie 1872, Țarskoe Selo, Gubernia Sankt Petersburg⁠(d), Imperiul Rus – d. 15 octombrie 1950, Paris, Île-de-France, Franța) a fost o pianistă de origine poloneză care a găzduit un salon artistic la Paris. A fost mecena și prietenă cu numeroși artiști, pentru care a pozat.

## Tinerețe
Maria Zofia Olga Zenajda Godebska s-a născut la 30 martie 1872 la Țarskoe Selo lângă Sankt Petersburg, Imperiul Rus. Tatăl ei, Cyprian Godebski, a fost un sculptor polonez și profesor la Academia Imperială de Arte din Sankt Petersburg. Mama ei, Zofia Servais, de origine ruso-belgiană, era fiica violoncelistului belgian Adrien-François Servais⁠(d). Conștientă de tendința soțului ei de a se angaja în relații extraconjugale, Zofia, însărcinată fiind, a călătorit la Țarskoe Selo, unde l-a surprins pe Godebski împreună cu amanta sa. Zofia Godebska a murit după ce și-a născut fiica, numită apoi Misia, diminutivul polonez al numelui Maria. Bebelușul a fost trimis să locuiască cu bunicii materni Servais la Bruxelles.
Casa bunicilor Servais era o gospodărie care găzduia concerte susținute de muzicieni renumiți. Franz Liszt a fost un prieten al familiei. În acest mediu Sert și-a primit educația muzicală, bunicul ei învățând-o de mică să citească partiturile.
Tatăl lui Sert s-a recăsătorit de mai multe ori și în cele din urmă și-a revendicat fiica, aducând-o să locuiască cu el și cu cea mai nouă mamă a ei vitregă la Paris. Lui Sert i-a fost dor de atmosfera din casa bunicilor ei din Bruxelles. Tatăl ei a plasat-o într-un internat al mănăstirii Sacre-Coeur, unde a rămas timp de șase ani, singura ei plăcere fiind lecțiile de pian pe care le lua o zi pe săptămână ca elevă a eminentului Gabriel Fauré. La vârsta de cincisprezece ani, o ceartă cu mama ei vitregă a făcut-o pe Sert să plece de acasă și să se mute la Londra, folosind pentru această călătorie fonduri împrumutate. După câteva luni, ea s-a întors la Paris, luându-și propria locuință și întreținându-se prin predarea pianului pentru studenții îndrumați de Fauré.

## Căsătorii și mediul social
La vârsta de 21 de ani, Sert s-a căsătorit cu verișorul ei de douăzeci de ani Thadée (Tadeusz) Natanson, un emigrat polonez. Natanson a frecventat cercurile artistice și intelectuale din Paris. S-a implicat în cauze politice, susținând idealurile socialismului, pe care le-a împărtășit cu prietenul său Leon Blum, și participat la mișcarea Dreyfusard. Casa Natanson de pe Rue St. Florentine a devenit un loc de adunare pentru oameni de cultură precum Marcel Proust, Claude Monet, Pierre-Auguste Renoir, Odilon Redon, Paul Signac, Claude Debussy, Stéphane Mallarmé și André Gide. Divertismentul era generos. Lui Henri de Toulouse-Lautrec îi plăcea, de exemplu, să facă pe barmanul la petrecerile lui Natanson și a devenit cunoscut pentru că servea un cocktail puternic - o băutură de lichioruri colorate în straturi numită Pousse-Café. În 1889, Natanson a lansat La Revue blanche, un periodic care promova noi talente și prezenta munca postimpresioniștilor Les Nabis. Sert a devenit muza și simbolul La Revue blanche, apărând în afișele publicitare create de Toulouse-Lautrec, Édouard Vuillard și Pierre Bonnard. Un portret al lui Sert realizat de Renoir este acum în Galeria Tate⁠(d).
Marcel Proust a folosit-o pe Sert ca prototip pentru personajele „Prințesa Yourbeletieff” și „Doamna Verdurin” din romanul În căutarea timpului pierdut.
La Revue blanche a lui Natanson, împreună cu activismul său politic, au necesitat un aflux de capital, pe care el singur nu a putut să-l furnizeze. Având nevoie de un binefăcător, el s-a apropiat de Alfred Edwards, un magnat al ziarelor, fondatorul celui mai important ziar din Paris, Le Matin. Edwards s-a îndrăgostit de Sert și în 1903 au devenit amanți. Edwards avea să susțină financiar activitatea lui Natanson, dar numai cu condiția ca acesta să-i cedeze soția.
La 24 februarie 1905, Sert a devenit soția lui Alfred Edwards. Sert și noul ei soț au avut un stil de viață opulent în apartamentul lor de pe Rue de Rivoli, cu vedere la Palatul Tuileries. Aici Sert a continuat să primească în casa ei artiști, scriitori și muzicieni. Maurice Ravel i-a dedicat Le Cygne (Lebăda) în „Histoires naturelles” și La Valse (Valsul). Sert l-a acompaniat pe Enrico Caruso la pian, în timp ce starul operei îi distra pe ascultători cu un repertoriu de cântece napolitane. Edwards s-a dovedit a fi un soț infidel, iar Sert a divorțat de el în 1909.
În 1920, Sert s-a căsătorit cu cel de-al treilea soț al ei, pictorul catalan José-Maria Sert. În această perioadă a început să-și consolideze faima de arbitru cultural, poziție pe care a avut-o mai bine de treizeci de ani. Scriitorul Paul Morand a descris-o drept „colecționar de genii, toți îndrăgostiți de ea”. Se știa că „trebuia să fii dotat înainte ca Misia să vrea să te cunoască”. În salonul ei, în timp ce îl asculta pe Erik Satie cântând la pian cunoscuta sa compoziție Trois morceaux en forme de poire, oaspeții adunați au fost informați că a început Primul Război Mondial.
Căsătoria cu Sert a fost una tumultoasă din punct de vedere emoțional. Soțul ei avea o legătură cu un membru al familiei aristocratice ruse Mdivani, Prințesa Isabelle Roussadana Mdivani, cunoscută drept „Roussy”. Sert a încercat să se adapteze la legătura pe care o avea soțul ei cu o altă femeie. Ea însăși a intrat într-o relație cu Roussy. O perioadă cei trei au susținut un ménage à trois. Cu toate acestea, în cele din urmă soții Sert au divorțat pe 28 decembrie 1927.

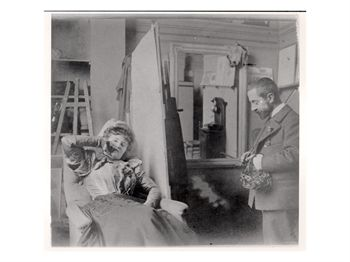
Sert și Toulouse-Lautrec în atelierul artistului

Anturajul familiei Sert includea elite boeme și oameni din înalta societate. Era un grup libertin, plin de intrigi emoționale și sexuale, alimentate de consumul și abuzul de droguri. Misia Sert a avut o asociere de durată cu Coco Chanel, pe care a cunoscut-o în casa actriței Cécile Sorel⁠(d) în 1917. Sert i-a oferit lui Chanel sprijinul emoțional de care avea nevoie când era îndoliată după moartea iubitului ei, Arthur Capel în 1919. Se spune că cele două doamne au format o legătură imediată, Sert fiind atrasă de Chanel de „geniul ei, spiritul mortal, sarcasmul și distructivitatea maniacală, care i-a intrigat și îngrozit pe toți”. Ambele femei, crescute la mănăstire, au întreținut o prietenie bazată pe interese comune, confidențe și consum de droguri.
Sert a fost generoasă și și-a ajutat prietenii aflați în nevoie. Ea a oferit asistență financiară poetului Pierre Reverdy atunci când avea nevoie de fonduri pentru a se retrage la o mănăstire benedictină din Solesmes. Ea a avut o lungă relație de prietenie și de afaceri cu Sergi Diaghilev și a fost implicată în toate aspectele creative ale celor de la  Ballets Russes - fiind prietenă cu dansatorii, contribuind la designul costumelor sau la coregrafie. De-a lungul anilor, ea a furnizat fonduri pentru compania de balet, care se afla adesea în dificultate financiară. În seara de deschidere a spectacolului „Petrushka”, ea a venit în ajutor cu cei 4000 de franci necesari pentru a preveni pierderea costumelor. Când Diaghilev zăcea pe moarte la Veneția, ea a fost alături de el și, după moartea lui, în august 1929, a plătit pentru înmormântarea lui.
Ea a rezistat ocupației naziste a Parisului din cel de-al Doilea Război Mondial fără a-și compromite caracterul.

## Moarte
Misia Sert a murit la Paris la 15 octombrie 1950. Ceremonia funerară a avut loc la Notre-Dame-de-l'Assomption, o biserica poloneză din Paris unde Coco Chanel pregătise îmbălsămarea, dar Sert a fost înmormântată în cimitirul din Samoreau.

## În cultura populară
Sert este subiectul unui musical, Misia, cu versuri de Barry Singer și pus pe muzica lui Vernon Duke⁠(d). Musicalul a fost lansat ca album distribuit de PS Classics în 2015. Interesul a fost manifestat de producătorii de pe Broadway, dar încă nu a fost produs pe scenă.
Muzeul Brabantului de Sud-Vest din Halle deține o colecție de documente despre viața ei.